# منتخب بولندا تحت 18 سنة لكرة القدم
منتخب بولندا تحت 18 سنة لكرة القدم (بالبولندية: Reprezentacja Polski U-18 w piłce nożnej mężczyzn)‏ هو ممثل بولندا الرسمي في المنافسات الدولية في كرة القدم في فئة كرة قدم تحت 18 سنة للرجال، يديريه اتحاد بولندا لكرة القدم.